# Hyrynsalmi
Hyrynsalmi es un municipio y una localidad finesa localizada en la región de Kainuu, dentro de la provincia de  Oulu. Tiene una población de 3.148 habitantes y un área 1.520,80 km² de los que 97,58 km² son agua (densidad de población: 2,2 habitantes por km²). El municipio es unilingüe en finlandés.